# Olga Cadaval
Olga Maria Nicolis di Robilant Álvares Pereira de Melo, mais conhecida por Olga Cadaval, ComSE • GCIH • ComIP (Turim, 17 de Janeiro de 1900 — Lisboa, 21 de Dezembro de 1996) foi uma benemérita italiana, naturalizada portuguesa.

## Biografia
Descendente de uma família aristocrata de Itália, era filha de Edmondo Nicolis, conde de Robilant e Ceraglio, e de Valentina, condessa Mocenigo. Viveu em Florença e em Veneza e foi voluntária da Cruz Vermelha, tendo servido como enfermeira radiologista na Primeira Guerra Mundial. Foi nessa altura que conheceu uma portuguesa que lhe apresentou D. António Caetano Álvares Pereira de Melo (1894-1939), marquês honorário de Cadaval, com quem casaria em Julho de 1926, em Veneza.
Ligada à música, com um especial afecto pelo piano, figuram entre os seus ascendentes Frederico II da Prússia, rei alemão e músico, amigo de Johan Sebastian Bach e patrocinador de Carl Bach, que para ele trabalhou em Sanssouci; Mikail Golenitchev-Kutuzov, célebre marechal, que apoiou Cláudio Monteverdi, tendo-lhe encomendado a ópera Combatimento di Tancredo e Clorinda, que estreou, precisamente, no seu palácio de Veneza. Privou também com a princesa de Polignac.
Em 1929, o casal veio para Portugal, estabelecendo-se na Quinta da Piedade, em Colares. A marquesa teve um especial papel na recuperação do património da família portuguesa, não só em Sintra, mas noutras propriedades. Mãe de duas filhas, ficaria viúva em 1939.
Tornou-se, entretanto, presidente da Sociedade de Concertos, instituição fundada por José Vianna da Motta, em 1917, onde introduziu mudanças profundas, trazendo a Lisboa músicos de renome mundial. Mas o seu nome ficou também marcado quanto ao mecenato que exerceu em relação a jovens artistas que, mais tarde, se tornaram célebres, como Nelson Freire, Roberto Szidon, Martha Argerich, Jacqueline Dupré, Daniel Barenboim, entre outros. Benjamin Britten, o grande compositor britânico que tantas vezes convidou para o seu palácio de Veneza, foi também um dos seus protegidos, que em sua honra compôs, em 1964, a parábola religiosa Curlew River. Mais tarde, o Festival de Música de Sintra, seria também uma importante iniciativa a beneficiar do seu mecenato.
A marquesa faleceu em 1996 e foi sepultada no mausoléu da família, no cemitério de Muge, perto de Salvaterra de Magos.

## Reconhecimento
A 8 de Abril de 1961 foi feita Comendadora da Ordem Militar de Sant'Iago da Espada, a 20 de Fevereiro de 1974 foi feita Comendadora da Ordem da Instrução Pública e a 9 de Junho de 1989 foi agraciada com a Grã-Cruz da Ordem do Infante D. Henrique.
Em sua homenagem, o Município de Sintra atribuiu o nome pelo qual era conhecida ao antigo Cine-Teatro Carlos Manuel, situado no centro daquela vila — o Centro Cultural Olga Cadaval. 